# Gauliga Niederrhein 1944/45
De Gauliga Niederrhein 1944/45 was het twaalfde en laatste voetbalkampioenschap van de Gauliga Niederrhein. De competitie werd vanaf de tweede speeldag stopgezet in september 1944 door de omstandigheden in de Tweede Wereldoorlog. 

## Eindstand
| Plaats | Club                             | Wed. | W | G | V | Saldo | Ptn.  |
| ------ | -------------------------------- | ---- | - | - | - | ----- | ----- |
| 1.     | KSG SpV /TuS Duisburg 48/99      | 2    | 1 | 1 | 0 | 04:02 | 03:01 |
| 2.     | KSG Rot-Weiß/Elmar Oberhausen    | 1    | 1 | 0 | 0 | 04:01 | 02:00 |
| 3.     | KSG SV 1907/Union 02 Hamborn     | 1    | 1 | 0 | 0 | 03:01 | 02:00 |
| 4.     | TuS Helene Altenessen            | 1    | 1 | 0 | 0 | 01    | 02:00 |
| 5.     | VfB Hilden                       | 1    | 0 | 1 | 0 | 01:01 | 01:01 |
| 6.     | KSG Rot-Weiss/BV 06 Essen        | 1    | 0 | 1 | 0 | 01:01 | 01:01 |
| 7.     | KSG TSV Fortuna/SC 99 Düsseldorf | 2    | 0 | 1 | 1 | 02:04 | 01:03 |
| 8.     | Sportfreunde Katernberg          | 1    | 0 | 0 | 1 | 00:01 | 00:02 |
| 9.     | Gelb-Weiß Hamborn                | 1    | 0 | 0 | 1 | 01:03 | 00:02 |
| 10.    | VfL Benrath                      | 1    | 0 | 0 | 1 | 01:04 | 00:02 |